# Пам'ятник російським воїнам (Євпаторія)
Пам'ятник російським воїнам в Євпаторії — пам'ятник, встановлений караїмами Євпаторії на могилі російських воїнів, полеглих під час штурму Євпаторії 5 (17) лютого 1855 під час Кримської війни. Знаходиться біля станції «Євпаторія-Товарна», на розі вулиць Ескадронної та 2-ї Гвардійської армії.
Автор проекту — Горностаєв, це біла мармурова чотиригранна колона заввишки в 4,5 м. На гранях викарбувано написи російською і давньоєврейською.
|  | Храбрымъ защитникамъ веры, царя и отечества, павшимъ здесь 5 февраля 1855 года. В память потомству сооруженъ усердиемъ евпаторийскаго караимскаго общества въ 1858 году. |

|  | פה ינוח הגבורים אנשי חיל רוססייא אשר הסגירו נפשם למות בעד דתם מלכם וארץ מולדתם 5 פווראל 1855 ולזכרון לדור אחרון הוקם עליהם הציון הלז מאת בני מקרא הדרים פה גוזלווא בשנת 1858 למספר הנוצרום |

|  | Тут спочивають доблесні російські воїни, які віддали свої душі за віру, царя та вітчизну, 5 лютого 1855. І в пам'ять прийдешньому поколінню встановлений їм цей пам'ятник бене мікра (караїмами), що живуть тут, у місті Кезлеві, у 1858 році за літочисленням християн. |

## Історія
У вересні 1854 року англо-французько-турецька армія зайняла Євпаторію. У лютому 1855 російськими військами була зроблена наступальна операція, котра була невдалою. Ворог поніс великі втрати.
Початково колона була без хреста, що вирішив виправити у 1861 році Благочинний Севастопольського округу протоієрей А. Дем'янович, надіславши у Караїмське Духовне Правління листа. У відповіді зазначалося, що караїми не вважають пам'ятник своєю власністю, тож хреста можна було встановлювати. За рік, коштом купця Хрісолопула, пам'ятник був осінений хрестом, за участі Алексія, єпископа Таврійського і Сімферопольського.
У 1904 бронзовий позолочений хрест був викрадений, відлили новий — чавунний, що нагадував попередній. У 1971 році, під час оновлення Старовокзальної вулиці (2-ї Гвардійської армії) пам'ятник був перенесений на 100 метрів. Братська могила залишилася без позначення, а огорожу замінили корабельними знаряддями. У 1974 році мер міста розпорядився прибрати хреста, він відновлений у 1981 році, завдяки Л. І. Каю. У вересні 2003 року монумент повернено на початкове місце.